# Бюро за артилерийска навигация
Бюро за артилерийска навигация (БАН) или Бюро за ракетна навигация (чосонгъл: 미사일) представляват стратегическите ракетни войски на Северна Корея. Те контролират всички балистични ракети, приети на въоръжение в страната, включително и ядрените. За разлика от отделните клонове на Корейската народна армия, БАН е под директния контрол на Държавната комисия по отбрана и нейния председател.

## Организация
БАН е сформирана през 1999 като отделен клон на Корейската народна армия, обединяващ всички съединения с балистични ракети на сухопътните войски. Тя е единственият клон на КНА, който е директно под контрола на Държавната комисия по отбрана, а не на генералния щаб.

### Ракетни площадки
На територията на Северна Корея има десетки ракетни бази. Едни от най-големите са посочени тук.
- Мусудан-ри е ракетна площадка и космодрум, разположен в източната част на провинция Северен Хамгьон. Оттук е изстреляна първата ракета Тепходон-1 със спътника Кванмьонсон-1 на борда.
- Тончхан-ри е космодрум, завършен през 2012 година. Намира се на западния бряг на КНДР, на около 50 км южно от границата с Китай. Той може да се използва за изстрелване на ракети, и е много по-голям и модерен от която и да било друга севернокорейска ракетна база.[1][2]
- Окпхьон се намира в провинция Южен Хамгьон. Тук са базирани голямо количество ракети Родон-1 и Родон-2, както и ракети Хвасон.
- Площадката Късон се намира в Северен Пхьонан. Ракетите ѝ Родон-1 и Родон-2 са насочени срещу американските войски в Япония.

### Видове ракетни установки
- Силози:

Ракетните силози са начин за базиране на ракети под земята. По този начин те са защитени от вражески удари и са трудно откриваеми. Самите съоръжения обаче са скъпи и създаването им би било нерентабилно, ако страната не разполага с далекобойни ракети, които могат да бъдат държани заредени и готови за изстрелване за дълъг период от време. Единствената такава ракета на Северна Корея е Мусудан-1/БМ25. КНДР няма построени ракетни силози.
- Ракетни площадки:

Ракетната площадка от типа на космодрум е необходима за изстрелването на ракети като Родон и Тепходон, тъй като силно корозивното им гориво налага зареждане непосредствено преди изстрелване. Ракетните площадки са силно уязвими за вражески въздушни и ракетни удари. Те обаче могат да се използват за изстрелване на космически спътници, и са лесни за построяване.
- Самоходни ракетни установки:

Самоходните ракетни установки са предпочитан от Северна Корея метод за транспортиране и изстрелване на ракети. Поради мобилността си те са трудни за откриване, и могат да бъдат крити в пещери.
- Подводници

Северна Корея е разработила копие на руската ракета Р-27 в два варианта — сухопътен и подводен, съответно наименувани БМ25 и Мусудан-1. Мусудан-1 е малко по-голяма (но и по-лека) от оригиналната Р-27 и има обсег до 2500 км, а БМ25 е разположена на самоходна ракетна установка и има обсег до 4000 км. През 1993 КНДР купува 12 неизправни подводници клас Голф и клас Фокстрот, като е възможно поне една от тях да е възстановена с цел пренасяне на ракети. Възможно е също така ракетните шахти на подводниците клас Голф да са били внимателно изучени, и да са монтирани външно на подводници клас Ромео, или просто разположени на товарни кораби. И в двата случая Северна Корея вероятно има възможност да удари американските бази в Тихия океан, и западното крайбрежие на САЩ.

## Ракети
- KN-2

Ракета с малък обсег (130 – 140 км) и висока точност, разработена на базата на съветския комплекс ОТР-21 Точка.
- Хвасон-5

Подобрен вариант на Р-300 с обсег от 330 километра. Броят на тези ракети е около 200.
- Хвасон-6

Подобрен вариант на Хвасон-6 с обсег от 700 километра. КНДР разполага с около 700 такива ракети.
- Родон-1

Течногоривна балистична ракета с обсег от 1300 – 1500 км. Ракетата може да достигне почти всички части на Япония, и е разположена на самоходна установка. КНДР разполага с около 200 – 320 такива ракети. Произвежда се в Иран като Шахаб-3.
- Родон-2

Подобрен вариант на Родон-1 с обсег от около 2000 км. КНДР разполага с около 50 такива ракети.
- БМ25/Мусудан-1

Севернокорейско копие на съветската ракета Р-27, създадено чрез обратна разработка и чрез помощта на десетки бивши ракетни инженери от Русия. Съществуват два варианта – сухопътен (на самоходна установка, БМ25) и подводен (Мусудан-1). Обсег между 2500 и 4000 км.
- Тепходон-1

Двустепенна балистична ракета с обсег до 2500 км. Според САЩ не е приета на въоръжение, а според Русия е възможно да има на въоръжение 25 – 30 ракети към 2009.
- Тепходон-2

Междуконтинентална балистична ракета в процес на разработка. Средният ѝ обсег е около 6700 км, минималният – 4000, а максималният – 10 000 км. Тествана е неуспешно през 2006.

## Износ на технологии

### Потребители на ракети
- Виетнам получава доставка от ракети Хвасон-5 и Хвасон-6 през 1998.
- Иран е един от първите купувачи на севернокорейски ракети. Иранските Шахаб-1, Шахаб-2 и Шахаб-3 са копия съответно на Хвасон-5, Хвасон-6 и Родон-1. Иран също така разполага с 18 наземни ракети БМ25.[7]
- Йемен купува балистични ракети от КНДР през 90-те години.[8]
- Обединени арабски емирства купуват 25 ракети Хвасон-5 през 1989, но армията остава недоволна от точността им и оттогава се държат в резерв.[9]
- Сирия използва два типа севернокорейски ракети – Хвасон-6 и Родон-1.[10]
- Судан получава ракети Хвасон чрез посредничеството на Сирия през 2004.[11]

### Непотвърдени потребители
- Етиопия – непотвърдена информация за Хвасон-5[12]
- Република Конго – непотвърдена информация за покупка на Хвасон-5[13]
- Куба – непотвърдена информация за пратка ракети Хвасон-6 към Куба[14]

### Вносители на технологии
- Египет е получавал технологии за създаване на ракети Хвасон, но няма данни за получаване на цели ракети.
- Либия е получавала части и чертежи за създаването на балистични ракети, и е използвала Родон-1, която е изтеглена от употреба през 2003. Либия получава само резервни части за по-малките си ракети.[15]